# Doni Tata Pradita
Doni Tata Pradita (Yogyakarta, 21 gennaio 1990) è un pilota motociclistico indonesiano.

## Carriera
Le sue prime apparizioni nel mondo del motociclismo internazionale sono state in occasione del Gran Premio motociclistico della Malesia del motomondiale, quando, grazie a delle wild card, ha partecipato alle edizioni del 2005 e 2006 in classe 125 ed a quella del 2007 in classe 250.
In nessuna di queste prime occasioni ha ottenuto piazzamenti validi per le classifiche iridate; nel motomondiale 2008 ha invece avuto l'occasione di partecipare alla stagione completa, sempre in classe 250 e guidando una Yamaha. Nelle sue 16 partecipazioni a gran premi ha raccolto come migliore risultato un 15º posto in occasione del Gran Premio motociclistico della Cina 2008 e, grazie al punto ottenuto, il 28º posto nella classifica finale della stagione.
Nel 2009 ha invece partecipato al campionato mondiale Supersport con una Yamaha YZF R6 del team YZF Yamaha. Ha concluso la sua prima stagione al venticinquesimo posto nella classifica generale con 8 punti, ottenendo come miglior risultato in gara l'undicesimo posto nel Gran Premio degli Stati Uniti tenutosi sul circuito di Miller.
Lasciate le competizioni mondiali torna a correre in patria, dove nel 2012 vince il campionato indonesiano Supersport.
Nel 2013 torna nel motomondiale in Moto2, ingaggiato dal team Federal Oil Gresini, che gli affida una Suter MMX2. Viene sostituito nel Gran Premio di San Marino da Franco Morbidelli. Conclude la stagione al 28º posto con un punto ottenuto in Australia.

## Risultati in gara

### Motomondiale
| 2005 | Classe | Moto   |  |  |  |  |  |  |  |    |  |  |  |  |    |  |  |  |  |  | Punti | Pos. |
| ---- | ------ | ------ |  |  |  |  |  |  |  | -- |  |  |  |  | -- |  |  |  |  |  | ----- | ---- |
| 2005 | 125    | Yamaha |  |  |  |  |  |  |  | NE |  |  |  |  | 31 |  |  |  |  |  | 0     |      |

| 2006 | Classe | Moto   |  |  |  |  |  |  |  |  |  |  |    |  |    |  |  |  |  |  | Punti | Pos. |
| ---- | ------ | ------ |  |  |  |  |  |  |  |  |  |  | -- |  | -- |  |  |  |  |  | ----- | ---- |
| 2006 | 125    | Yamaha |  |  |  |  |  |  |  |  |  |  | NE |  | 26 |  |  |  |  |  | 0     |      |

| 2007 | Classe | Moto   |  |  |  |  |  |  |  |  |  |  |    |  |  |  |  |  |     |  | Punti | Pos. |
| ---- | ------ | ------ |  |  |  |  |  |  |  |  |  |  | -- |  |  |  |  |  | --- |  | ----- | ---- |
| 2007 | 250    | Yamaha |  |  |  |  |  |  |  |  |  |  | NE |  |  |  |  |  | Rit |  | 0     |      |

| 2008 | Classe | Moto   |    |    |    |    |     |    |    |    |    |    |    |    |    |    |    |    |    |    | Punti | Pos. |
| ---- | ------ | ------ | -- | -- | -- | -- | --- | -- | -- | -- | -- | -- | -- | -- | -- | -- | -- | -- | -- | -- | ----- | ---- |
| 2008 | 250    | Yamaha | 17 | 16 | 19 | 15 | Rit | 17 | 18 | 19 | 19 | 19 | NE | 19 | 16 | AN | 18 | 17 | 18 | 19 | 1     | 28º  |

| 2013 | Classe | Moto  |    |    |    |    |     |    |    |    |    |    |    |    |  |    |    |    |     |    | Punti | Pos. |
| ---- | ------ | ----- | -- | -- | -- | -- | --- | -- | -- | -- | -- | -- | -- | -- |  | -- | -- | -- | --- | -- | ----- | ---- |
| 2013 | Moto2  | Suter | 24 | 24 | 25 | 18 | Rit | 22 | 26 | 26 | NE | 28 | 23 | 25 |  | 22 | 22 | 15 | Rit | 27 | 1     | 29º  |

| Legenda | 1º posto        | 2º posto            | 3º posto            | A punti      | Senza punti        | Grassetto – Pole position Corsivo – Giro più veloce |
| Legenda | Gara non valida | Non qual./Non part. | Ritirato/Non class. | Squalificato | '-' Dato non disp. | Grassetto – Pole position Corsivo – Giro più veloce |

### Campionato mondiale Supersport
| 2009 | Moto   |     |    |    |     |    |    |    |     |  |  |     |     |     |    | Punti | Pos. |
| ---- | ------ | --- | -- | -- | --- | -- | -- | -- | --- |  |  | --- | --- | --- | -- | ----- | ---- |
| 2009 | Yamaha | Rit | 20 | 15 | Rit | 17 | 14 | 11 | Rit |  |  | Rit | Rit | Rit | 16 | 8     | 25º  |

| Legenda | 1º posto        | 2º posto            | 3º posto           | A punti      | Senza punti        | Grassetto – Pole position Corsivo – Giro più veloce |
| Legenda | Gara non valida | Non qual./Non part. | Ritirato/Non class | Squalificato | '-' Dato non disp. | Grassetto – Pole position Corsivo – Giro più veloce |